# Cerastoderma
Cerastoderma es un género  de moluscos bivalvos marinos, que incluyen al berberecho común C. edule y viven en las zonas de intermitencia de las mareas.
En tanto que son animales filtradores, pueden acumular ciertas sustancias tóxicas no biodegradables,  como por ejemplo los metales pesados, o ciertos contaminantes orgánicos, como los pesticidas, PCB y otros que si superan los límites legales establecidos pueden tener efectos perjudiciales sobre las personas que los consumen.

## Descripción
Se trata de una concha excavadora y filtradora que a su vez vive apenas hundida en la arena o el fango. Dos sifones muy cortos le permiten mantener con el agua de mar circundante una corriente de agua que asegure su respiración y alimentación.
Las conchas de las berberechos tienen una forma acorazonada, están cubiertas de nervaduras y presentan un color blanco a veces con ligeras estrías pardas o negras (las estrías oscuras marcan más o menos fielmente los inviernos y las detenciones del crecimiento). Estas conchas cierran y protegen al animal que es de la talla de una pequeña nuez , de color blanco, carnoso y un poco compacto, armado de una pequeña cresta anaranjada, la gónada (« coral »).

## Distribución
Se encuentran  Cerastoderma edule, más particularmente, en los estuarios y bajos arenosos. Su distribución va desde Noruega hasta Portugal y se la puede volver a encontrar hasta Senegal. Viven en una gran parte de la zona de mareas.

## Ecología
Los berberechos son comedores activos de alimento en suspensión, y captan el plancton que filtran del agua. Viven en la superficie del sedimento, en los primeros centímetros y se nutren mediante un doble sifón. Se pueden hundir bruscamente un centímetro o dos por la retracción del pie que los ancla en la arena, lo que le permite escapar de los depredadores (las aves y el hombre esencialmente).

## Reproducción
Los berberechos viven de dos a cuatro años pero pueden llegar excepcionalmente a diez años. La madurez sexual la alcanzan en el segundo año (talla de cerca de 20 mm a los 15-18 meses). Algunos autores han podido observar una reproducción en el primer año si el crecimiento ha sido muy rápido (Seed & Brown, 1977). La madurez sexual parece depender más de la talla que de la edad del individuo (Kristensen 1957 ; Hancock et Franklin, 1972). La pueden alcanzar en algunos meses en la bahía de Somme (Lemoine et al, 1988), hasta dos años en el norte de Irlanda (Seed et Brow, 1977). Los berberechos son gonocóricos (sexos separados), hay por lo tanto unos individuos machos y otros hembras. Machos y hembras emiten sus gametos al agua entre marzo y julio. El fenómeno de puesta será inducido por un incremento de la temperatura más que por un valor absoluto dado en sí mismo. La literatura es unánime en reconocer que un invierno riguroso estimula la reproducción con sincronía en la emisión de los gametos de ambos sexos y con lo que se logra una mayor fertilidad.

## Parásitos
Es posible que a veces los berberechos infectados por parásitos resulten con un cambio de comportamiento que los hace ser más fácilmente capturables por las aves que los comen o por otras especies y difunden así los huevos o larvas de los parásitos.
El parasitismo de los berberechos es localmente frecuente, incluso casi sistemático, a menudo por tremátodos tales como:
- Meiogymnophallus minutus (cuyo ciclo de desarrollo pasa por tres hospederos : Scrobicularia, berberecho y Ostrero Euroasiático),
- Paravortex cardii (platelminto turbelario que se encuentra en el tracto intestinal del berberecho),
- Himasthla sp. (que efectúa su ciclo mediante el gasterópodo  Hydrobia , el berberecho y las gaviotas o el ostrero euroasiático)  u otros como por ejemplo:  Labratrema minimus, que efectúa su ciclo mediante peces góbidos,  el berberecho y  Dicentrarchus labrax  (róbalo o lubina) y que se encuentra en la hemolinfa, la glándula digestiva y las gónadas.
- Gymnophallus choledocus (cuyo ciclo parece implicar a berberechos, gusanos anélidos y aves marinas),
- Mytilicola intestinalis (que parasita el intestino del berberecho).

La contaminación puede debilitar las defensas inmunitarias de los berberechos y favorecer el parasitismo, lo mismo que el aumento de la temperatura del agua (se ha demostrado que a una temperatura del agua de menos que 17 °C, ningún berberecho está infectado por Himasthla quissetensis).
Una temperatura muy elevada (de más de 23 °C) desfavorece también este tipo de parásitos, porque las cercarias son las liberadas más abundantemente en el agua a 19 y 20 °C.

## Pesca y uso culinario

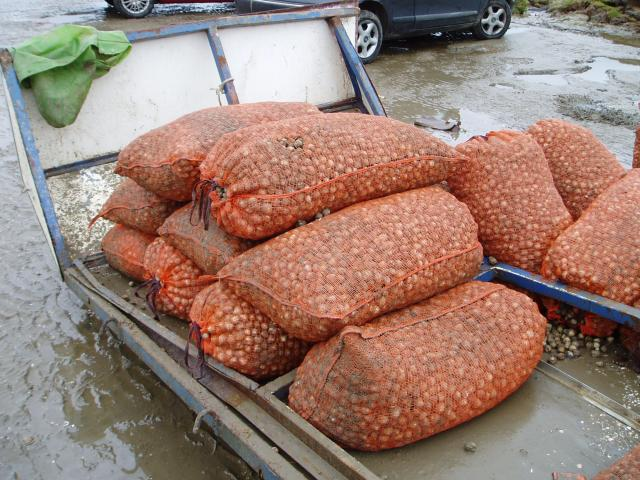
Berberechos tal como los entregan los pescadores profesionales.

La especie más expandida por las costas europeas es Cerastoderma edule (berberecho común o blanco), el que es abundante en los litorales del Atlántico y del Mar del Norte en zonas arenosas.
Lo berberechos pueden ser una fuente de intoxicación alimentaria cuando no están frescos y /o si se ceban en los estuarios o en los litorales situados cerca de vertimientos de desechos industriales o urbanos mal depurados. Sin embargo, son consumidos en varios países tales como el Reino Unido, Francia, España y Alemania.
A veces son objeto de cría en empresas de acuicultura de moluscos bivalvos (como las de ostricultura).
Cuando hay grandes mareas estivales, la pesca de berberechos da lugar a grandes recolecciones de pescadores aficionados en los arenales. El impacto ecológico de estas extracciones no ha sido evaluado nunca, así como tampoco el de la pesca profesional.
Para el consumo, se aconseja dejarlos regurgitar con el fin de que evacuen la arena contenida en la cavidad del manto. Es suficiente con hacerles abrir en una cacerola y extraer luego la carne en forma de globo (« nuez ») y la gónada («coral ») que pueden servir, por ejemplo, para guarnición de un plato de tagliatelli o también para preparar diversas ensaladas.

## Reglamentaciones
La pesca profesional en Francia implica disponer de un permiso en regla. Para los aficionados, la ley impone a los particulares que los pesquen a pie sin el uso de rastrillo o de otros instrumentos grandes más que el instrumento pequeño dotado de tres dedos metálicos para la escarda manual. Es suficiente con escarbar algunos centímetros en la arena húmeda.
En Francia la talla legal de capture es de 2,7 cm.

## Riesgos para la salud
Los berberechos que hayan crecido en un agua y una arena o sedimento limpio son en principio buenos para la salud, pero este animal puede filtrar y concentrar numerosos microbios (bacterias, virus) o sustancias tóxicas que pueden ser fuente de intoxicación. La cocción no limita generalmente este riesgo. Un riesgo de intoxicación alimentaria existe también en el caso de animales poco frescos.
Finalmente un nuevo riesgo se ha identificado en términos de salud reproductiva: algunos contaminantes (detergentes), las aguas costeras y de estuarios son una fuente de alteración hormonal en los berberechos comunes que inducen la aparición de caracteres femeninos en los machos, y esta alteración podría no solamente afectar a las poblaciones de berberechos (falta de reproductores masculinos), sino también secundariamente a la fertilidad de los humanos (por pérdida de la espermatogénesis) que comen esos mariscos de concha filtradores. Esta es la conclusión de un estudio hecho en Portugal en el estuario de Guadiana por un equipo de investigadores. El problema tiene su origen notablemente en el hecho de que las estaciones depuradoras no están equipadas para tratar correctamente las hormonas (de la píldora anticonceptiva) presentes en las orinas derivadas a los efluentes urbanos.

## Estatus de las especies
Los berberechos sin estar amenazados de desaparecer a corto plazo están localmente en proceso de regresión. Se ha constatado por ejemplo su rarefacción en la Bahía de Saint-Brieuc de 1988 al 2001, lo que ha justificado un programa de investigación iniciado en 2001 para evaluar anualmente su cuantía.

## Especies
Las especies actuales y fósiles incluyen:
- Cerastoderma edule  Linnaeus, 1758   - Berberecho común.
- Cerastoderma elegantulum  Beck, 1842   - Berberecho enano elegante.
- Cerastoderma glaucum  Poiret, 1789    - Berberecho verde.
- Cerastoderma lamarcki
- Cerastoderma latisulcum
- Cerastoderma pinnulatum  Conrad, 1831  - berberecho norteño enano.
- Cerastoderma shinjiense  sin. Cardium shinjiense.
- Cerastoderma uyemurai  sin. Cardium uyemurai.
- Cerastoderma vindobonensis